# Miedna (województwo warmińsko-mazurskie)
Miedna (do 1945 r. niem. Honigbaum) – osada w Polsce położona w województwie warmińsko-mazurskim, w powiecie bartoszyckim, w gminie Sępopol. Wieś jest częścią składową sołectwa Romankowo. W latach 1975–1998 miejscowość administracyjnie należała do województwa olsztyńskiego.
W pobliżu wsi znajdują się średniowieczne umocnienia obronne.

## Historia
W 1889 r. był to majątek szlachecki o powierzchni 374 ha.
W 1983 r. był to PGR, we wsi było 7 domów z 80 mieszkańcami.